# Allygus theryi
Allygus theryi är en insektsart som beskrevs av Géza Horváth 1907. Allygus theryi ingår i släktet Allygus och familjen dvärgstritar. Inga underarter finns listade i Catalogue of Life.